# Молочай туринський
Молоча́й туринський, молочай грецький як Euphorbia graeca (Euphorbia taurinensis) — вид трав'янистих рослин з родини молочайні (Euphorbiaceae), що поширений у Європі й Західній Азії.

## Опис
Однорічна рослина, гола майже гола або дрібно запушена, 10–20 см заввишки. Стебла зазвичай 2-гіллясті від основи. Нижні листки дрібні, клиноподібно-обернено-серцеподібні, інші — довгасто-лінійні або лінійні, гострі, верхівкові — з розширеного, майже серцеподібної основи, трикутно-ланцетні або трикутно-ромбічні. Плід діаметром 2.5–3 мм. Насіння яйцеподібне, 2 мм, з неправильною ямкою або сітчастим, блідо-сіре, западини темніші. Період цвітіння: березень — серпень.

## Поширення
Поширений у Європі (захід, центр, південь), Туреччині, Кіпрі, на Південному Кавказі (Азербайджан, Вірменія та Грузія). Населяє рідколісся, маквіси, гариги, кам’янисті місця, заболочені луки, поля під паром.
В Україні вид зростає на кам'янистих місцях і схилах — у Криму.